# ディシディア ファイナルファンタジー
『ディシディア ファイナルファンタジー』（Dissidia Final Fantasy、略称: DFFなど）は、スクウェア・エニックスより2008年12月18日に発売されたPlayStation Portable（PSP）専用のアクションゲームである。
開発は「キングダム ハーツ シリーズ」などを手掛けた野村哲也を中心とするチームが行っており、「ファイナルファンタジーシリーズ」（以下『FF』）に登場した歴代のキャラクターを操作し1対1で戦う3Dのアクションゲームであり、また作品の垣根を越えたクロスオーバー作品として、シリーズ誕生20周年を記念して制作された。PSPのアドホックモードやPlayStation 3（PS3）を介したネットワーク通信機能であるアドホック・パーティーを用いた対戦が可能である他、すれちがい通信を利用してゴーストと呼ばれる「キャラクターAI」を交換できる機能が盛り込まれた。これにより見知らぬプレイヤーとの対戦が可能となっている。
ストーリー展開は光と闇の神々によって異世界から召喚されたシリーズキャラクターたちが、両陣営に分かれて戦うものとなっており、初代『FF』から『FFX』までの10作品の登場キャラクターが両陣営に1名ずつ配され、『FFXI』と『FFXII』からも隠しキャラクターとして1名ずつ登場する。この総勢22名が操作可能なプレイヤーキャラクターである。物語は光の陣営の10人の戦士がクリスタルの力に導かれ、カオスを倒すまでを描いている。
本作の日本国内の販売実績は、発売週（初動）で約50万本、累積で約95.4万本に達している。初動50万本および2009年2月2日時点の累計84.7万本は、日本国内のPSPソフトの初動および累計で共に第3位（当時）の記録となる。
2009年11月1日にはバージョンアップ版である『ディシディア ファイナルファンタジー ユニバーサルチューニング（DISSIDIA FINAL FANTASY UNIVERSAL TUNING）』が発売された。またディシディアシリーズ第2弾として『ディシディア デュオデシム ファイナルファンタジー』が2010年9月に発表、2011年3月3日に発売されている。

## ジャンルと名称
元々のシリーズがRPGであることからARPGと対戦アクションゲームを足したイメージで開発されており、キャラクターの成長要素に比重が置かれているところが通常の対戦ゲームと異なる点である。RPGである従来シリーズとは一線を画した作品であり、そうした点を強調する意味も込めてジャンル名には「プログレッシブアクション」という名称が用いられた。
タイトルに付けられた「ディシディア」とは、ラテン語やギリシア語で「異説」などを意味する中性名詞dissidiumの複数（主格／対格）形である。その名が示すとおり、世界観（設定）は本作独自のものとなっており、舞台は本作のオリジナルキャラクターである調和の神「コスモス」と混沌の神「カオス」が、幾千年も争い続けてきた世界となっている。

## ゲーム内容
戦闘部分は「キングダム ハーツ シリーズ」（以下『KH』）の発展型であり、ボタン操作1つで壁や柱を自在に駆け上がることができ、3Dを生かした360度の空間を使った空中アクションが可能となる。コスモス陣営に属するプレイヤーキャラクターには、思い入れのあるファンも多いため「好きなのに扱えない」といったことが起きないように操作を比較的容易に設定しており、反対にカオス陣営はコスモス陣営以上に強い個性をつけており、「玄人好み」のクセの強い操作性のキャラクターが多い。各キャラクターは戦闘で経験値を稼ぎ、レベルが上がるごとに成長し、レベル100まで育てることができる。さらに装備やアビリティを変更することにより、各キャラクターの能力値や特性をカスタマイズすることができる。
本作のメインモードとなるストーリーモードも通常の対戦ゲームと異なり、物語性の強いものとなっている。ストーリーモードでは、コスモス側のキャラクターごとに別々のシナリオが用意され、訪れる場所や出会う仲間や敵、難易度なども異なる。ステージは神が登場人物を動かす「神目線」のイメージで開発されており、チェスの盤面のようにマスで区切られたフィールドを基盤とする。盤上には宝箱やポーションなどが配置されており、キャラクターによって盤面のデザインや構成も異なる。移動は自身のキャラクターの形を模した駒を進める形式で行い、敵の駒と隣接するとエンカウントで戦闘、ボスの駒などが待つ目的地まで到達するとステージクリアとなる。なおカオス側にはストーリーモードはないが、コスモス側のストーリー中でその動向が語られている。真のエンディングに到達するには、全キャラクターのシナリオをクリアする必要がある。
開発元が意図した本作のターゲット層は「FFシリーズのファン」および「対戦アクションファン」であり、試算した平均プレイ時間は、ストーリークリアまでが40時間、やり込み要素を加えると100時間以上である。ゲームをクリアすると、隠しキャラクターが登場する2つのシナリオと、最高難易度のシナリオ「INWARD CHAOS」が新たに使用できるようになる。また「デュエルコロシアム」「レポート」と呼ばれる2つの機能が開放される。デュエルコロシアムとは、ストーリーモード、クイックバトル、通信モードに続く、本作の4つめのモードであり、カードゲームの形式で場に出されたカードを選択し、カードに描かれた敵と次々に対戦していく。レポートは、BGMなどを聴くことができる「ミュージアム」の中に出現するテキストデータである。「コスモスレポート」「カオスレポート」の2種類から成り、それぞれ10種類、合計20種類のレポートで構成される。
その他、本作では対戦の経過をメモリースティックに録画し、さらにその映像を編集することができる。編集ではカメラアングルなども詳細に設定でき、通常戦闘では見られないような角度での再生も可能である。

### 戦闘システム
戦闘は1対1の対戦形式であり、攻撃によって相手のHPをゼロにした時点で勝利となる。戦闘ではシンプルなボタン操作で様々な攻撃技を容易に発動でき、技の種類はHPにダメージを与える「HP攻撃」と、ブレイブポイントを奪い取る「ブレイブ攻撃」の2つに大別される。ブレイブポイントとは「攻撃の威力」を現す値であり、本作の戦闘で重要な役割を果たす。これは固定値ではなく「ブレイブ攻撃」のヒットによって増減し、「HP攻撃」を当てることによって溜めたポイントを全て消費して、その分のダメージを敵のHPに与えることができる。敵のブレイブポイントを0以下にすると相手はBREAK（ブレイク）状態となり、バトルマップにプールされたブレイブポイント（マップブレイブ）が自キャラクターにボーナス加算され、攻撃力が著しく上昇する。このためBREAK状態からのHP攻撃は相手に大ダメージを与えることが可能であり、ブレイブポイントの奪い合いが勝敗の決め手となる。ブレイブポイントを上手に活用することで、レベルの低いキャラクターが、高いキャラクターに勝利することも可能となる。
敵を攻撃すると得られる「EXフォース」と、戦闘ステージに現れる「EXコア」を集めることで、「EXゲージ」と呼ばれる値が溜まっていく。このEXゲージが満たされると「EXモード」が発動可能になり、発動することでキャラクターごとに固有の変身やクラスチェンジなどを行う。変身中は体力が少しずつ回復するほか、能力値の上昇など各キャラクターごとに設定された様々なプラス効果を得られ、外見の印象も大幅に変化する。またEXモード中にHP攻撃をヒットさせると画面上にコマンドが表示され、それを入力することにより強力な超必殺技である「EXバースト」が発動する。EXバーストは各キャラクターごとに固有の技が用意され、原作で馴染みのある特徴的なものが多い。また、「EXバースト」が成功すると同時に「EXモード」は解除される。
1キャラにつき1種類のみ装備できる「召喚石」を使用することで、召喚獣を1戦闘につき原則1度のみ召喚できる。使用方法は召喚獣によって、条件を満たしたときに自動的に発動か手動での二通りがあり、効果は各召喚獣によって違うが、基本的にブレイブポイントに作用し、HPに直接打撃を与えるような効果はない。50種類以上の召喚獣が登場する。
戦闘はストーリーに沿って敵と戦っていく「ストーリーモード」の他に、戦闘のみを行う「クイックバトル」、通信対戦が可能な「通信モード」などでも行える。クイックバトルなどで育てたキャラクターのレベルは、ストーリーモードでも引き継がれる。シリーズファンの主体がアクションに不慣れなRPGユーザーであることも考慮し、RPGのように「たたかう」などのコマンドを選ぶだけでオートで戦闘がなされる「コマンドバトル」の機能も盛り込まれている。

### カスタマイズ要素
| 攻撃アビリティ                                                    | 攻撃アビリティ                                       |
| ----------------------------------------------------------------- | ---------------------------------------------------- |
| HPやブレイブへの攻撃を行うコマンド。                              |                                                      |
| 基本アビリティ                                                    |                                                      |
| キャラクターの能力をアップさせるアビリティ。次の3つに大別される。 |                                                      |
| アクション                                                        | 各種のアクションや移動能力の強化などを行う           |
| サポート                                                          | いくつかの行動の入力を自動化したりすることができる   |
| エキストラ                                                        | 特定条件下での能力アップや装備可能アイテムの追加など |

レベル制を採用し、キャラクターを育てるRPG的要素に重点が置かれた本作では、様々なカスタマイズ要素が用意されている。装備品は4種類（武器・手防具・頭防具・体防具）のアイテムと、最高10個まで装備可能なアクセサリに分類される。この他、基本的に1戦につき1回だけ使用可能な召喚石も装備できる。また、攻撃や各種サポート、移動能力のアップなどを提供するアビリティの付け替えも行える。アビリティの装備にはキャパシティポイント（以下CP）と呼ばれるパラメーターが必要となる。アビリティはレベルが上がると覚え、装備したアビリティには戦闘で得られるアビリティポイント（以下AP）が蓄積される。APが一定量に達するとそのアビリティを「マスター」し装備に必要なCPが軽減される他、マスターしたアビリティから派生アビリティが発生することがある。なお攻撃アビリティは、攻撃の種類（ブレイブ攻撃とHP攻撃）および自分の位置（地上と空中）による4種類のカテゴリのそれぞれにパッド入力方向による3つのスロットがあり、計12個まで装備できる。
戦闘中に一定条件を満たすとアクセサリが生成される「バトルライズ」や、戦闘回数などの特定条件をこなす「ミッション」が存在する。これらを達成することでレアアイテムやレアアイテムとトレードするための素材が入手できる。また、各キャラクターには「アナザーフォーム」と呼ばれる衣装などが異なる別モデルが存在する（いわゆる2Pモデルに当たる）。こうしたアナザーフォームや戦闘BGMは、戦闘で得られるプレイポイント（以下PP）を貯めてゲーム内の「PPカタログ」で購入していく。アナザーフォームは通常は同キャラクター戦での相手側のカラーとして登場するが、購入することで自ら選択できるようになる。
クリア後に解放されるデュエルコロシアムでは、戦闘に勝利するとカードの強さに見合ったメダルを得られ、メダルはレアアイテムやレアアイテムを作る素材との交換が可能である。本作は「レベル100まで育ててからが本番である」と開発者が語るとおり、最強の装備を揃えるなどのカスタマイズ要素が楽しめる。特にストーリーモードの存在しないカオス陣営のキャラクターについては、このモードで育てることが推奨されている。なお、このモードや最難度の「INWARD CHAOS」では育成できるキャラクターの最大レベル100を超えた最高130レベルの敵も登場する。

### 通信モード
通信対戦は、PSPの無線LAN機能を利用したアドホックモードに加え、PS3を介してネットワーク経由で見知らぬ人と対戦が可能なアドホック・パーティーにも対応している。通信モードで重要なのが「フレンドカード」と呼ばれる機能である。フレンドカードには、メッセージの他に、ゴーストと呼ばれる自身のプレイ方法を学習した「キャラクターAI」と、プレイヤーアイコンを登録できる。プレイヤーアイコンは、シリーズファンに馴染みの画が250種類以上用意されている。通信モードでは、オンラインロビーに入ることで自動的にロビーにいる相手とフレンドカードが交換され、対戦したい相手のフレンドカードを選び、対戦を申し込む。戦闘前にハンディやルールなどを決めることも可能である。一度交換したフレンドカードは通信を切っても最大50枚まで保存され、非通信時でも交換したフレンドカードに付加された相手のゴーストとの「擬似対戦」を自由に行うことができる。フレンドカードは、PSPのすれちがい通信を使っても交換が可能である。また、通信対戦では人から人へ渡っていくアーティファクトと呼ばれるアイテムを稀に入手できる。このアイテムは名前を変更できるリネーム機能があり、リネームする際に特殊効果が変化することがある。多くの人を渡り歩いたアイテムほど優秀な特殊効果が得られやすく、これまでの所持者とリネームの遍歴も確認することができる。

## 物語の構造

### 登場人物
| 原作       | コスモス陣営             | カオス陣営         |
| ---------- | ------------------------ | ------------------ |
| 『FF』     | ウォーリア・オブ・ライト | ガーランド         |
| 『FFII』   | フリオニール             | 皇帝               |
| 『FFIII』  | オニオンナイト           | 暗闇の雲           |
| 『FFIV』   | セシル・ハーヴィ         | ゴルベーザ         |
| 『FFV』    | バッツ・クラウザー       | エクスデス         |
| 『FFVI』   | ティナ・ブランフォード   | ケフカ・パラッツォ |
| 『FFVII』  | クラウド・ストライフ     | セフィロス         |
| 『FFVIII』 | スコール・レオンハート   | アルティミシア     |
| 『FFIX』   | ジタン・トライバル       | クジャ             |
| 『FFX』    | ティーダ                 | ジェクト           |
| 『FFXI』   | シャントット             | -                  |
| 『FFXII』  | -                        | ガブラス           |

プレイヤーキャラクターは総勢22名であり、『FFI』から『FFX』までの10作品から2名ずつ、隠しプレイヤーキャラクターとして『FFXI』と『FFXII』から各1名ずつ登場する。なお、『FFXIII』以降の作品は、『DDFF』発売当時は未発売だったため登場しない。基本的にプレイヤーキャラクターは、調和の神「コスモス」と混沌の神「カオス」のどちらかの陣営に属する。原則、コスモス陣営は原作の主人公、カオス陣営は主人公と因縁がある人物（主に原作のボスキャラクター）で構成される。ストーリーモードが存在するのはコスモス陣営のみであり、カオス陣営は前述の「PPカタログ」でキャラクターを購入することでクイックモードなどで使用できるようになる。
キャラクターの性格や設定は原作とほぼ同一であるが、出生やキャラクター同士の関係などの細かな点については本作オリジナルの調整が加えられている。

### 舞台
| 原作 | マップ           | 原作 | マップ             |
| ---- | ---------------- | ---- | ------------------ |
| FF   | 過去のカオス神殿 | VI   | ガレキの塔         |
| II   | パンデモニウム   | VII  | 星の体内           |
| III  | 闇の世界         | VIII | アルティミシア城   |
| IV   | 月の渓谷         | IX   | クリスタルワールド |
| V    | 次元城           | X    | 夢の終わり         |
| DFF  | 秩序の聖域       | DFF  | 混沌の果て         |

ゲームの舞台は、秩序の神コスモスと混沌の神カオスと呼ばれる光と闇の二神が、幾千年も戦い続けてきた世界と設定されている。これは『FF』シリーズの根本的な世界設定を崩さず、原作のキャラクターたちが戦う理由としてもわかりやすい点から採用された。各キャラクターたちは、別の次元から神々によって召喚されており、また世界そのものも同様に別次元から引き寄せられた要素の集合体とされる。そのため、戦闘マップも各原作のラストダンジョンを中心に、馴染みの深い場所が再現されている。

ゲームを進めていくと、この世界は、秩序と混沌を戦わせることによって、カオスが生まれながらに持っていた混沌の力を育て、カオスという究極の兵器を生み出すために「大いなる意志」によって創られた世界であったことが明かされる。片方の神が破れると「大いなる意志」と契約を交わした「神竜」が全てを巻き戻し、神々や戦士たちは蘇り、また戦いを繰り返すことで力を増していく。その輪廻を何千年も続けてきたのが、今の世界であると物語の終盤で示される。

### ストーリー
| Prologue（チュートリアル）          | Prologue（チュートリアル）                                  | Prologue（チュートリアル）                                  | Prologue（チュートリアル）                                  |
| ----------------------------------- | ----------------------------------------------------------- | ----------------------------------------------------------- | ----------------------------------------------------------- |
| FF                                  | 砕かれた世界                                                | 砕かれた世界                                                | 砕かれた世界                                                |
| Destiny Odyssey（個別シナリオ）     |                                                             |                                                             |                                                             |
| 原作                                | シナリオ                                                    | 原作                                                        | シナリオ                                                    |
| FF                                  | 導かれし光                                                  | VI                                                          | 誰がための力                                                |
| II                                  | 見果てぬ夢                                                  | VII                                                         | 宿命                                                        |
| III                                 | 少年は誇りを胸に                                            | VIII                                                        | 獅子は荒野を越えて                                          |
| IV                                  | 月影の騎士たち                                              | IX                                                          | 生命のしらべ                                                |
| V                                   | 旅と勇気と相棒と                                            | X                                                           | 明日へ続く道                                                |
| Shade Impulse（共通シナリオ）       |                                                             |                                                             |                                                             |
| -                                   | 1. 失われた真理 2. 策謀の支配者 3. 限りある時の中で 4. 決戦 | 1. 失われた真理 2. 策謀の支配者 3. 限りある時の中で 4. 決戦 | 1. 失われた真理 2. 策謀の支配者 3. 限りある時の中で 4. 決戦 |
| クリア後に出現するシナリオ          |                                                             |                                                             |                                                             |
| Distant Glory（隠しキャラクター用） |                                                             |                                                             |                                                             |
| 原作                                | シナリオ                                                    | 原作                                                        | シナリオ                                                    |
| XI                                  | 伝説の淑女                                                  | XII                                                         | 贖罪の武人                                                  |
| Inward Chaos（最強難度）            |                                                             |                                                             |                                                             |
| -                                   | 究極の幻想へ                                                | 究極の幻想へ                                                | 究極の幻想へ                                                |

「最初からクライマックス」の雰囲気を出すため、物語はコスモスがカオスに敗れ、コスモス側が窮地に陥った場面から始まる。コスモスは世界を救う為の鍵として、クリスタルを手に入れるようにと僅かに生き残ったコスモス側の10人の戦士に促す。10個のクリスタルを集めることで、世界を救う希望が生まれるとのコスモスの言葉を信じ、各キャラクターたちはクリスタルを探すために行動を開始する。各キャラクターの個別シナリオは、各々がクリスタルを手に入れるまでを描く。仲間と共に行動する者、単独行動を取る者など、オムニバス形式で並行して物語は進行していく。各キャラクターたちは、それぞれの心に迷いや悩みを抱えており、それを劇中で克服し、シナリオの最後で同一原作のカオス陣営の戦士と戦い勝利することでクリスタルを手に入れていく。

10人のシナリオを全て終えると、カオスとの戦いが待つ共通シナリオが出現する。このシナリオの冒頭でコスモスは死を迎える。それは、これまでのような神竜の力によってすぐに復活する「仮初めの死」ではなく「完全なる死」であった。クリスタルの正体は僅かに残ったコスモスの調和の力そのものであり、それを手放したことによりコスモスが完全なる死を迎えたのだと知った戦士たちは、コスモスに託されたクリスタルにカオス打倒を誓う。コスモスの完全なる死は、カオス陣営にも異変を生じさせる。対となる存在の神コスモスを失ったカオスは、その哀しみと虚しさから、己もろとも世界を滅ぼすことを決意する。カオスと対峙したコスモスの戦士たちは、最終決戦に挑み、勝利する。平和になった世界を見届けると、コスモスの戦士たちは、それぞれの世界へと戻っていく。最後に残った『FFI』の主人公ウォーリア・オブ・ライトが、クリスタルを手に遠くに見える城へと向かって歩いていくシーンで、本作はエンディングを迎える。このシーンは、FFシリーズの第1作である『FFI』のオープニングシーンと同じ構図であり、本作の最後の場面が『FFI』の世界であり、物語の始まりであることを示している。

## 開発
本作は野村哲也が企画、立案を行っており、クリエイティブプロデューサーとして「一歩引いた立場で」ゲーム全体のプロデュースやサポート役も務めている。野村には2001年からPS2用に考えていた対戦ゲームの企画があり、スクウェア・エニックスがFFシリーズ20周年記念作品として「お祭り」的な要素のある作品を検討していた中で、この野村が温めていたアイデアと、若手スタッフの「新しいことをしたい」という意見とが結びつき、本企画が誕生した。キャラクターが集まって戦うというコンセプトはもともと『KH』で使うつもりだったが、ディズニーキャラクター同士が戦うのは良くないと判断があり、企画が『KH』から『FF』へとシフトした経緯がある。対応機種は、画面分割をせずに3D対戦ができるという点からPSPが採用された。
企画は2005年秋にまとまり、プロジェクトとして始動したのが2006年1月頃となる。開発期間はおおよそ2年。開発は当初の想定よりも長くかかり、発売は20周年ぎりぎり（正確には21周年当日）の2008年12月18日となった（FC版『FF1』と同じ発売日）。
開発チームは、『KHII』の戦闘シーンを担当したスタッフを主軸に構成される。開発前半期にコンセプトディレクターとしてチームの取りまとめを担った塩川洋介は過去に『KH』などを担当していた。プランニングディレクターとしてバトル全般のディレクションをした高橋光則は『KH』、『KH2』ではボス戦などを任されていた。シネマティクスムービークリエイティブディレクターとしてムービー全般のディレクションを行った野末武志は過去に『FFVII AC』、『KH』などに関わった。メインプログラマーの池田隆児は過去に『KH』などを担当している。
本作の開発には「若手スタッフにチャンスを作ろう」という意図があったことも関係して、若手スタッフが多いのも特徴。ゲーム全体のディレクションは『すばらしきこのせかい』でプランニングディレクターを担った荒川健がシニアディレクターとして担当した。そして、そんなチームに開発をまかせつつ、プレッシャーをあたえる役を担うのが本作の最年長スタッフとなるプロデューサーの北瀬佳範である。
スタッフにはいちユーザーとしてFFをプレイしていた思い入れが強い世代が多く、その結果として原作をリスペクトした「深いネタ」が多く盛り込まれることになったという。中でもヘルプメッセージは、歴代のキャラクターたちが当時の画像と共にそのキャラクターの口調で説明する形式という非常に凝ったものとなっている。制作にあたっては、統一感を図るため歴代FFを全てプレイし直している。原作内で情報が少ない『FFIII』以前のボスキャラクターについては、ファンサイトなどを調べ、ファンの思い入れを崩さないように配慮されている。原作の忠実な再現にもこだわり、ソフトの対象年齢が上がることを知りつつも野村の判断により『FFVI』の衣装を身に着けていないトランス状態のティナを登場させた。こうした原作をリスペクトする開発様式については、ディズニーという原作がある『KH』シリーズのスタッフが主軸であったことがプラスに働いたという。
キャラクターデザインは、これまでのシリーズ作品の多くでキャラクターデザインなどを手掛けてきた天野喜孝の原作発売当時の原画と、ゲーム中に登場する絵を融合させ、新たに全キャラクターを野村哲也が描き起こした。天野喜孝はサントラのパッケージなどにも使用されたコスモス陣営とカオス陣営の「メインビジュアル」のイラストレーションを担当している。声優については、既存作品で日本語ボイスがあるキャラクターは、一部の例外を除き、原則同一声優が続投している。この他、日本語版のナレーションには俳優の菅原文太が起用された。

### 音楽

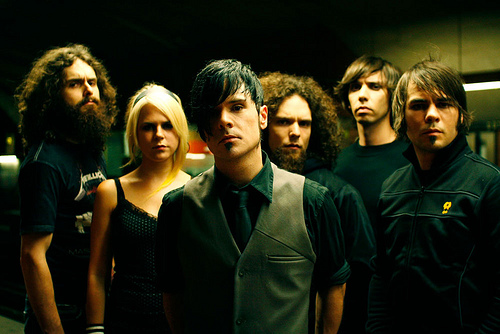
ユア・フェイバリット・エネミーズ
ラスボス戦で流れる挿入歌を担当したロックバンド

メインコンポーザーとして石元丈晴、アレンジャーとして関戸剛、鈴木光人らが加わり、スクウェア・エニックスの現役スタッフが担当している。本作のコンセプトに合わせ、『FFI』から『FFXII』までの歴代シリーズの曲が万遍なく使用されているのが特徴であり、エンディングでは野村の発案により、10作品のBGMのメドレーが使用された。TVCM（30秒）では「あの音が流れてきたら、うれしくないわけないだろ？」とのコピーが使用され、懐かしいBGMを聴くことができる点も本作の売りの1つとしている。オリジナルサウンドトラックでは、新規楽曲18曲に加え、本作で使用された歴代のシリーズの人気楽曲（アレンジ25曲、原作オリジナル11曲）が収録されている。また、本作の新楽曲として、カナダ出身の6人組のロックバンド「ユア・フェイバリット・エネミーズ」（以下YFE）が歌う英語歌詞による挿入歌『Cosmos』『Chaos』が使用された。作曲は石元、作詞はYFEのヴォーカリストであるアレックス・フォスターが担当している。男女のツインボーカルである点がYFEの起用要因であり、コスモスをイメージした『Cosmos』は女性ボーカルがメイン、ラスボス戦で使用されるカオスをイメージした『Chaos』は男性ボーカルがメインとなっている。なお、ゲーム内では、サントラ収録曲以外の原作曲も多数収録されており、そうした楽曲は、前述のゲーム内の「PPカタログ」で開放することで、BGMとして使用可能となる。

## 販売

### プロモーション

#### オリジナル版（日本語版）
発売前
本作について最初の発表がなされたのは2007年5月である。作品タイトルやロゴのみを記したティザーサイトが8日に開設され、12日、13日に開催された「スクウェア・エニックスパーティ2007」においてプロモーション映像と共に作品ジャンルやゲーム概要が明らかにされた。9月の「東京ゲームショウ2007」では映像のみの出展であったが、12月22日、23日に開催された「ジャンプフェスタ2008」は一般ユーザー向けの初の試遊の場となり、46台の大量の試遊台が設置された。翌2008年6月に公式サイトが正式稼動。9月には発売日が公表され、併せてオリジナルデザインのPSP-3000同梱版の存在が明らかになった。10月の「東京ゲームショウ2008」では、神々2名と両陣営20名のキャラクターが出展映像の中で出揃い、11月の『FFXI』の公式ファンイベントにおいて『FFXI』からの隠しキャラクター、発売直前の12月15日にテレビ番組で放映された最終トレーラーで『FFXII』からの隠しキャラクターが公開された。
雑誌広告やポスターなどで使用されたキャッチフレーズは「またお前と戦う時が来るとはな。」である。発売前のプロモーションでは「長年培ったFFファンのイメージを壊さない」ことを念頭に置き、FFの世界観とRPG的要素を前面に出す戦略をとった。テレビCMは、発売月である12月に入ると、サントリーとのコラボレーション商品である缶飲料『ディシディアファイナルファンタジーポーション』の15秒CM『乾杯』篇が、ゲームに先駆けて12月2日よりスタート。追って11日よりゲーム自体の15秒CMも始まり、SCE枠で『FF』から『FFV』までのキャラクターが登場するCM、スクウェアエニックス枠で『FFVI』から『FFX』のキャラクターが登場するCMが流され始めた。18日の発売日を迎えると、SCE制作の30秒CM『あの、あの、あの篇』も放映開始となった。
発売後
発売後は、従来のFFシリーズのような広告宣伝費をかけ大量のCMを流す類のプロモーションではなく、インターネットによるユーザーの口コミを活用する戦略を採用した。本作にはユーザーがインターネット上に手軽に動画を公開できるよう意図したリプレイ機能がある。ユーザーがサイトに動画をあげてくれることによりコストをかけずに宣伝ができることを見込んでおり、公認はしないもののYouTubeやニコニコ動画などの動画投稿サイトへの投稿も制限しないとしている。さらに通信機能によって自力では困難なアイテムなどの入手ができる機能を持たせたことが功を奏し、ソーシャル・ネットワーキング・サービスなどでのオフ会も盛んに行われている。発売日の翌日には、スクウェア・エニックスの無料会員制サイト内にある3D仮想空間サービス「メンバーズ バーチャルワールド」のリニューアルに合わせてディシディアFFの特設サイトが開設され、プレイ動画の公開が行えるようになり、投稿コンテストなどの企画も実施された。
また、本来は通信モードで用いるフレンドカードには、通信用途とは別の隠し機能があり、フレンドカードのメッセージ欄にパスワードを入力することで、予めゲーム内に組み込まれたレアアイテムやフレンドカードを出現させることができる。こうしたパスワードは各種雑誌やインターネットを通じて、発売直後から約三か月後の2009年4月まで、計16回に分けて段階的に公開された。これは、中古ソフトの流通を防ぐことを狙いとしていたが、同一機種のアクションゲームである『モンスターハンターポータブル 2nd G』などと比べ中古流通量は多いとも言われる。

#### 他言語版
「E3」が2007年からイベント規模を大幅に縮小したことを受けて、野村の意向により2007年、2008年共にE3での初出映像などは作成されず、情報公開は日本語版が発売されるまでの期間は日本国内を優先して行われていた。北米向けの公式サイトは日本語版が発売された2008年12月18日当日に開設され、欧州向けのプロモートは2009年5月から本格化した。同月14日には、ソニー・コンピュータエンタテインメント・アメリカ（SCEA）からPSP-3000他同梱版の存在と共に、北米版の発売日が公表され、6月に開催された北米最大級のゲーム見本市「E3 2009」は北米市場向けの試遊の場となり、同時に北米向けの新たなもトレーラーも公開された。欧州版の公式サイトは同月29日に開設され、英・独・西・仏・伊・露の6か国語対応となっている。また同日には、北米向けに北瀬佳範名義で「DISSIDIA FINAL FANTASY Developer Blog」が開設され、開発スタッフによる開発秘話の掲載がスタートした。発売直前の同年8月にドイツのケルンで開催された欧州最大のゲーム見本市「Gamescom 2009」は、欧州市場向けの試遊の場となった。

### 発売
日本ではスクウェア・エニックスより2008年12月18日に発売された。なお本作は、FFシリーズ初のCEROレーティング「C」（15歳以上対象）の作品となる。これはティナがトランス（幻獣化）した際のビジュアルが理由とされる。
売れ行きが好調であったため、当初は続編について期待する声も聞かれていたが、野村は構想はあるものの「現時点では続編の予定はない」とインタビューに答えていた。
2009年11月1日には『ディシディア ファイナルファンタジー ユニバーサルチューニング』が発売された。これは北米と欧州で発売されたバージョンをベースとしており、変更点としてはキャラクターの性能の調整や新たな技の追加の他、新モード「アーケードモード」やデュエルコロシアムの最高難易度コースといった、更なるやり込み要素の追加などが挙げられる。オリジナル版からセーブデータを引き継ぐこともでき、その場合は4種類の引き継ぎパターンの中から選択することとなる。なお、音声は全編英語であるが、オプションでバトル時のみ日本語音声に切り替えることが可能。
2010年9月には、ディシディアシリーズ第2弾として『ディシディア デュオデシム ファイナルファンタジー』が2011年に発売されることが発表された。シリーズ上は続編であるが、物語上では本作で断片的に語られた「12回目の戦い」を描いている。本作に登場するキャラクターに加え、新たなキャラクターが多数参戦し、また新システムも追加されている。
2010年9月16日より、PlayStation Storeにおいてオリジナル版のダウンロード配信が開始された。

## 作品の反響

### 評価
発売前の評価として、2008年10月の「東京ゲームショウ2008」に出展された未発売作品を対象とした、日本ゲーム大賞2008「フューチャー部門」において、受賞作品の1つに選出された。また各種雑誌レビューにおいては、『週刊ファミ通』のクロスレビューにおいて10、9、9、8の36点と採点され、35点以上のソフトが対象となる「プラチナ殿堂」入りとなった。『電撃PlayStation』では、90、95、85、85の355点と採点され、また同誌のBUYERS GUIDEにおいてはS,A,B,C,D,Eの6段階でのA評価とされた。『ゲーマガ』では、「FF20周年」「対戦アクション」「キャラ育成」「懐かしBGM」に興味がある人に推薦できるとしている。
発売後の評価では、『ファミ通PSP+PS3』では50時間ほどプレイした後でのレビューとして、「『FF』度」「シナリオ」「操作性」「爽快感」「やり込み度」の5項目について5点満点の5点と評価している。GAME Watchでは、FFファン向けのソフトである点は否定できないとしたものの「満足度の高い良作」であるとレビューしている。発売から3箇月間のユーザーの得票を集計した『週刊ファミ通』のユーザーズアイでは、147票が集まり平均は9.05点となった（4点以下:1票、5-7点:11票、8点以上:135票）。また、2008年発売のソフトを対象にファンの投票を参考にして審査を行う『FAMITSU AWARDS 2008』において、「優秀賞」11作品の中の1つに選出された。

### 売上
2008年クリスマス直前週（12月15-21日）に発売された本作は、発売日には朝から長蛇の列が出来る店も見られた。初動（発売週の売上）は約50万本に達し、週間ランキングで1位となった（「エンターブレイン」発表：503,723本）（「アスキー総合研究所」発表：496,178本）（「メディアクリエイト」発表：489,000本）。発売当時の日本国内のPSPソフトの初動としては、モンスターハンターシリーズの『MHP2G』『MHP2』に続く歴代3位の売上であった。初動が好調だった理由として、メディアクリエイトでは『FF』シリーズの「ファンに対する訴求力が強かったことが要因」であると分析している。
また、発売月である2008年12月の月間ランキングで1位、翌2009年1月の月間ランキングでも連続1位となった（エンターブレイン発表）。2008年の年間ランキングでは、エンターブレイン集計で12位（集計期間：2007年12月31日から2008年12月28日）、アスキー総研集計においては発売から4日間の売り上げで16位（集計期間：2007年12月31日から2008年12月21日）にランクインとなった。
アメリカでは2009年8月に発売され、NPDグループの調査では発売月に13万本を売り上げたと記録されている。2010年9月時点での全世界累計出荷本数は180万本を突破している。

## ソフトの種類と関連商品

### ソフトの種類
ディシディア ファイナルファンタジー
2008年12月18日発売。廉価版2010年9月16日発売。規格番号：ULJM-05262。レーティング：CERO：C（15才以上対象）。発売元：スクウェア・エニックス（Square Enix Co., Ltd.）
日本国内向けに発売された通常版。パッケージは、白地にコスモスとカオスが描かれたタイトルロゴがあしらわれている。
ディシディア ファイナルファンタジー -FF 20th Anniversary Limited-
2008年12月18日発売。規格番号：ULJM-05405。
オリジナルデザインのPSP-3000をゲームに同梱した日本国内向けの限定版。PSPの本体色はパール・ホワイトを採用。表面の右ボタン下には20周年の記念ロゴ、背面にはディシディアFFのロゴであるコスモスとカオスのイラストが描かれている。同梱ソフトのパッケージも天野喜孝のイラストを使用した限定仕様である。ソフト本体は通常版（ULJM-05262）と同一。
ディシディア ファイナルファンタジー（北米版）
2009年8月25日発売。レーティング：ESRB：T（13歳以上対象）。発売元：スクウェア・エニックス（北米）（Square Enix, Inc.）
北米向けの通常版。パッケージには野村哲也のイラストが使用され、コスモス陣営のキャラクターが描かれた表面をめくると裏にはカオス陣営が描かれており、好みに合わせて入れ替え可能なダブルジャケットとなる。また、GameStop（en:GameStop）のみの特典パッケージとして、天野喜孝のイラストを使用したコスモスジャケットとカオスジャケットも存在する。
ディシディア ファイナルファンタジー -Limited Edition Entertainment Pack-（北米版）
2009年8月25日発売。
PSP-3000他をゲームとセットにした北米向けの同梱版。PSPの本体色はミスティック・シルバー(PSP-3000MS)であり、オリジナルデザインではなく通常仕様である。PSPの他に『ファイナルファンタジーVII アドベントチルドレン』のUMD版（PSP用）と、2GBのメモリースティック PRO Duoも同梱されている。ソフト本体は北米向け通常版と同一。GameStopのみでの販売となる。
ディシディア ファイナルファンタジー（欧州版）
2009年9月4日発売。レーティング：PEGI：12+（12歳以上対象）、 ドイツのみUSK：12（12歳未満提供禁止）。発売元：スクウェア・エニックス（欧州）（Square Enix, Ltd.）
ヨーロッパ向けの通常版。パッケージイラストは北米通常版と同一。
ディシディア ファイナルファンタジー -Limited Collector's Edition（欧州版）
2009年9月4日発売。
付属品がセットになったヨーロッパ向けの版。白地にコスモスとカオスが描かれたタイトルロゴがあしらわれたデザインの箱に、各種の付属品が同梱されている。同梱品は、石元のライナーノーツ付きのミニサウンドトラックCD、CGイラストなどが収められた48ページのハードカバーのアートブック、BradyGames編集の32ページのフルカラーのガイドブック、コスモス陣営とカオス陣営のCGがそれぞれ描かれた2枚のリトグラフプリント等である。
ディシディア ファイナルファンタジー（豪州版）
2009年9月3日発売。レーティング：OFLC：PG（Parental Guidance）。発売元：ユービーアイソフト（UBISOFT）
オーストラリア向けの通常版。パッケージイラストは、北米通常版と同一。
ディシディア ファイナルファンタジー Collector's Edition（豪州版）
2009年9月3日発売。
付属品がセットになったオーストラリア向けの版。パッケージイラストや同梱内容は欧州版と同一。
ディシディア ファイナルファンタジー PSP3000 Bundle（豪州版）
2009年9月3日発売。
PSP-3000他をゲームとセットにしたオーストラリア向けの同梱版。PSPの本体色は北米版と同一のミスティック・シルバーであり、この他に白の合皮ケース、PSPに貼ることが可能な2枚のステッカーが同梱されている。
ディシディア ファイナルファンタジー ユニバーサルチューニング
2009年11月1日発売。廉価版2010年9月16日発売。
北米版や欧州版（以下「海外版」）を日本国内向けにアレンジした版。UMD版とダウンロード版の2種類がある。

### コラボレーション商品他
ディシディアファイナルファンタジーポーション
2008年12月9日発売。FFシリーズに登場するアイテム「ポーション」の名を冠した、缶入りの清涼飲料水。350ml缶。ゲームの発売に先駆け、サントリーより数量限定で発売。奇数作品の登場人物が描かれた白い缶（コスモス）はグレープフルーツ味、偶数作品の黒い缶（カオス）はマスカット味である。両缶ともに8種類、計16種類のデザイン缶が存在する。飲料部門の発売週の新製品売上ランキングでは、カオス缶が4位、コスモス缶が5位にランクインした。なお、この2種類を混ぜ合わせると無色透明になる。このことを指しているか定かではないが、サントリーのホームページには「コスモスとカオスが交わるとき、何かが起るかも…？」との示唆が記載されている。
ディシディアファイナルファンタジートレーディングアーツ
2009年2月発売。スクウェア・エニックスマーチャンダイジング事業部から発売された、登場キャラクターのトレーディングフィギュア。全高10cm代、彩色済みPVC（硬質樹脂）モデル。vol.1は、コスモス陣営のキャラクター5種（ウォーリア・オブ・ライト、クラウド、スコール、ジタン、ティーダ）。
DISSIDIA FINAL FANTASY×PORTER×PS Pictogram
SCEJから発売されたPSP用ケース。SCEJのブランドである「PS Pictogram」と、吉田カバンのブランド「PORTER」とのコラボレーション商品であり、野村が監修を行っている。カラーは黒、素材は高密度ナイロンツイルを使用。正面に模様上のキャラクターのシルエットがプリントされている（品番：SCZX-93291）。

### 書籍類
ディシディア ファイナルファンタジー アルティマニアα
2008年12月4日発売。（ISBN 978-4-7575-2466-8）
ゲームの発売に先駆けて出版されたAB版（大型サイズ）の基礎知識本。編集スタジオベントスタッフ、出版スクウェア・エニックス。
ディシディア ファイナルファンタジー Destiny Hero's Guide
2008年12月18日発売。（ISBN 978-4-08-779489-2）
ソフトと同時発売のVジャンプブックスの基礎攻略本。
ディシディア ファイナルファンタジー ポストカードブック
2008年12月18日発売。（ISBN 978-4-7575-2463-7）
本ゲームのイラストを集めたポストカード集。天野喜孝や野村哲也のキャラクターイラストなどを収録。
ディシディア ファイナルファンタジー アルティマニア
2009年1月29日発売。（ISBN 978-4-7575-2488-0）
ゲーム発売の一か月後以降に発売された完全攻略本。編集スタジオベントスタッフ、出版スクウェア・エニックス。
ピアノソロ 中・上級 ディシディア ファイナルファンタジー（楽譜）
2009年4月24日発売。（ISBN 978-4-636-84471-9）
ピアノ用の公式楽譜集。ヤマハミュージックメディアより発売。全18曲収録、楽譜の他にカラーページ付きで56ページ。

### 音楽CD
ディシディアファイナルファンタジーオリジナルサウンドトラック
2008年12月24日発売。本ゲームのオリジナルサウンドトラック。CD2枚組で、歴代のシリーズで使用された楽曲の他、石元丈晴、関戸剛、鈴木光人、土橋稔らによる新規の楽曲・アレンジ曲も収録。初回限定盤（Limited Edition）は天野喜孝のイラストを使用したパッケージ付きである。同日発売の通常盤は、パッケージが異なるのみで、CDの収録内容は同一である。